# Tikhonovichiella
Tikhonovichiella es un género de foraminífero bentónico de la subfamilia Aljutovellinae, de la familia Aljutovellidae, Rauzer-Chernousova, D.M., Bensh, F.P., Vdovenko, M.V., Gibshman, N.B., Leven, E.Ya., Lipina, O.A. Reitlinger, E.A., Solovieva, M.N. y Chediya, I.O. (1996). Spravochnik po sistematike foraminifer Paleozoya; Endothyroidy, Fuzulinoidy [Reference-book on the systematics of Paleozoic foraminifers; Endothyroida and Fusulinoida]. Rossiyskaya Akademiya Nauk, Geologicheskiy Institut, Moskva “Nauka”, 1-207 (en ruso).</ref> de la superfamilia Ozawainelloidea, del suborden Fusulinina y del orden Fusulinida. Su especie tipo es Aljutovella tikhonovichi. Su rango cronoestratigráfico abarca el Moscoviense inferior (Carbonífero superior).

## Discusión
Clasificaciones previas hubiesen clasificado Tikhonovichiella la subfamilia Fusulinellinae, de la familia Fusulinidae, de la superfamilia Fusulinoidea. Clasificaciones más recientes incluyen Tikhonovichiella en la subfamilia Profusulinellinae, de la familia Profusulinellidae, y en la subclase Fusulinana de la clase Fusulinata. Ha sido considerado un sinónimo posterior de Profusulinella. Kobayashi, F. (2011). Two species of Profusulinella (P. aljutovica and P. ovata), early Moscovian (Pennsylvanian) fusulines from southern Turkey and subdivision of primitive groups of the Family Fusulinidae. Rivista Italiana di Paleontologia e Stratigrafia, 117(1): 29-37.</ref>

## Clasificación
Tikhonovichiella incluye a las siguientes especies:
- Tikhonovichiella bashkirika †
- Tikhonovichiella fallax †
- Tikhonovichiella lepida †
- Tikhonovichiella nibelensis †
- Tikhonovichiella porrecta †, también considerada como Aljutovella porrecta †
- Tikhonovichiella pseudoaljutovica †
- Tikhonovichiella subaljutovica †
- Tikhonovichiella tikhonovichi †, también considerada como Aljutovella tikhonovichi †